# Lodě

Hrací pole pro hru lodě

Lodě, popřípadě Námořní bitva, je původně desková stolní (později i počítačová) hra pro dva hráče, ve které je cílem potopit všechny lodě soupeře.

## Historie

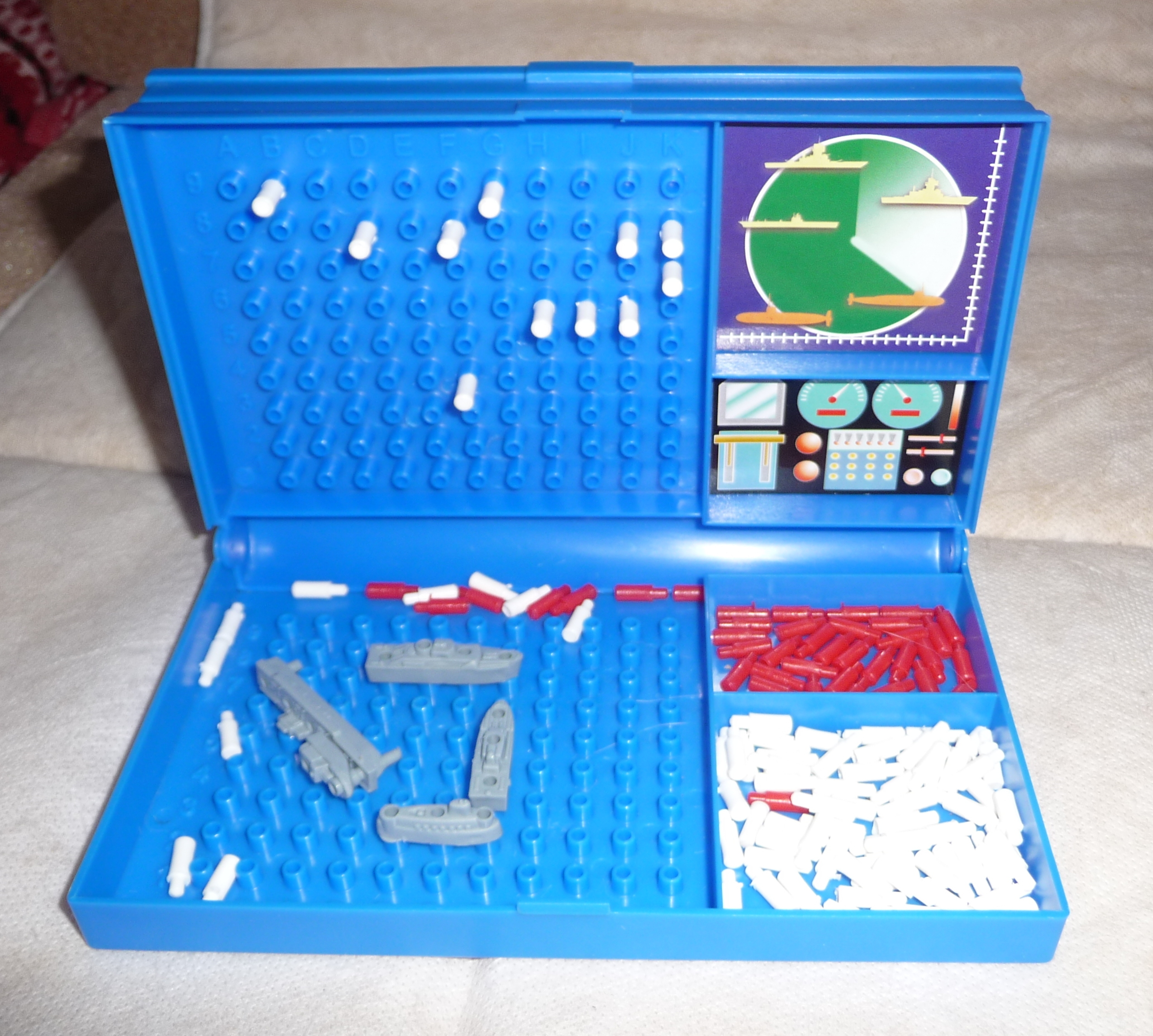
Herní sada lodí s kolíky

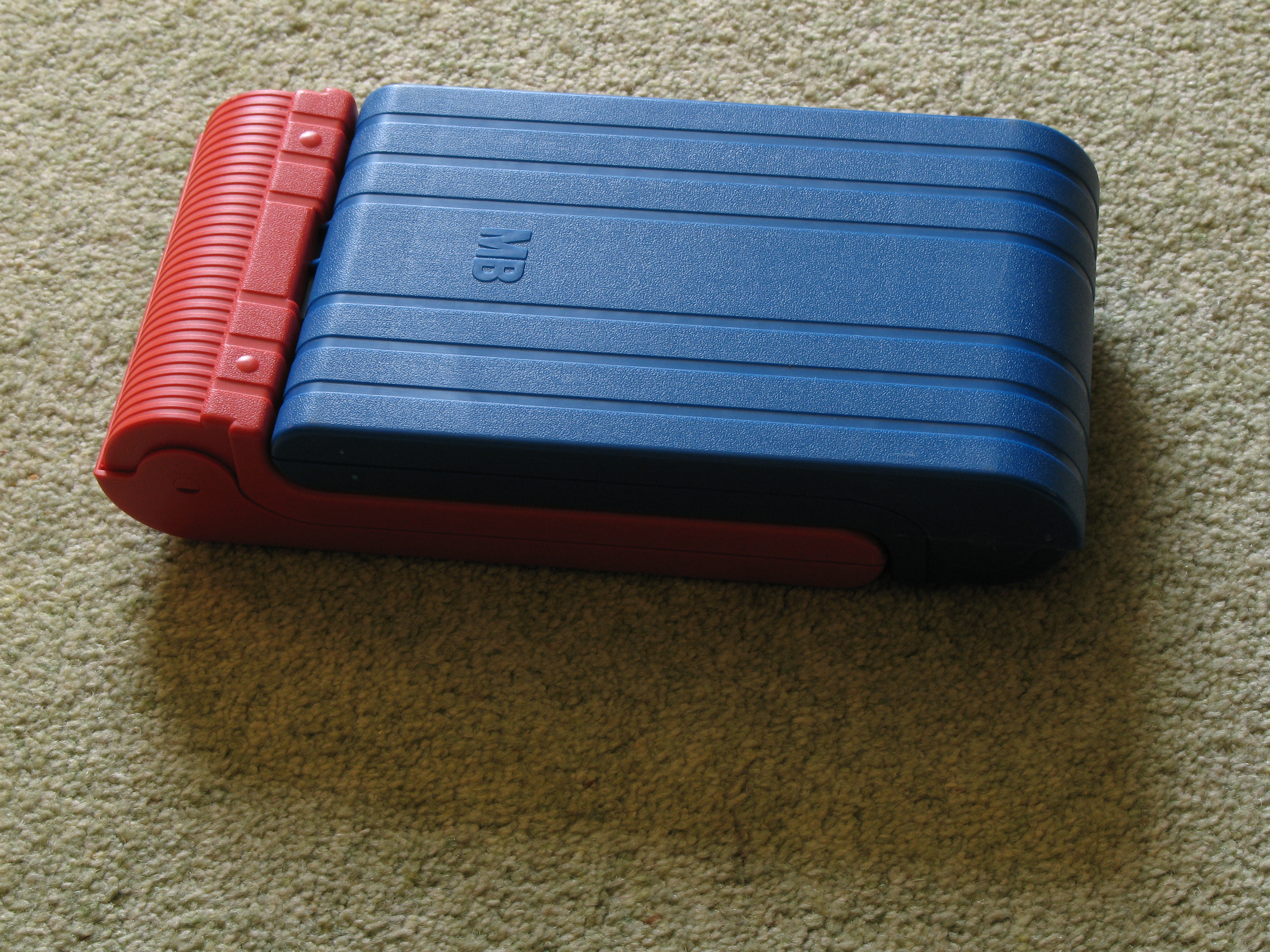
Cestovní lodě

Hra lodě byla vymyšlena ve Francii během 1. světové války. První komerční verzí hry byla Salvo, publikovaná v roce 1931 ve Spojených státech společností Starex. Jiné verze hry byly vytištěny v třicátých a čtyřicátých letech. Všechny měly společné to, že byly v podobě papírového bloku s předtištěnými trhacími listy.
V roce 1967 americká společnost Milton Bradley představila verzi hry, která používala plastové desky a kolíky. V roce 1977 stejná společnost vydala elektronické lodě (Electronic Battleship), následované v roce 1989 další elektronickou verzí (Electronic Talking Battleship). V roce 2008 byly vydány lodě s šestiúhelníkovými políčky a s hrací deskou obsahující několik ostrovů, na kterých bylo možné umístit figurky. Lodě mohly být umístěny pouze kolem ostrovů a pouze na hráčově polovině hrací desky (bez možnosti umístit loď na protihráčovu stranu). Poté co byl natočen film Bitevní loď, desková verze hry se vrátila k původnímu stylu z roku 1967.[zdroj⁠?!]
Lodě byly jednou z prvních her upravených pro počítače, počínaje verzí vydanou pro Z80 Compucolor v roce 1979. Od té doby vzniklo mnoho počítačových verzí této hry.
Lodě byly také součástí Hasbro Family Game Night pro PlayStation 2 a Wii, stejně tak pro Xbox 360 (Xbox Live Arcade), a to s upravenými pravidly, týkající se např. velikosti mřížky (8 × 12 ve verzi NES, 8 × 8 ve verzi Game Boy), velikost lodí a např. ve verzi NES má křižník raketu, která v jednom výstřelu zasáhne 5 čtverců.
V roce 2012 byl uveden akční sci-fi film Bitevní loď, který byl inspirován stolní hrou od společnosti Milton Bradley. Následně byla vydána verze lodí založená na filmu, ve které jedna strana měla část cizích lodí.

## Pravidla

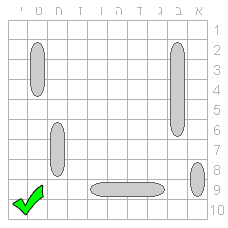
Správné rozmístění lodí na hracím poli

Dotýkající se lodě – ne vždy akceptované rozmístění

Příklad značení zásahů a minutí vlastních lodí (obrysy soupeřových lodí se doplní až po potopení)

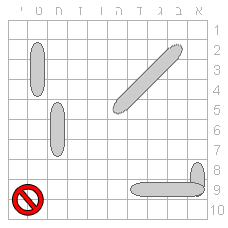
Chybné rozmístění (dotyk rohy, jako je tomu u lodí vlevo, však může být někdy akceptovatelný)

Pravidla hry jsou jednoduchá. Oba hráči si připraví hrací pole pro umístění svých bitevních lodí a druhé totožné pole pro zaznamenání zásahů a minutí soupeřovy floty.
Hrací pole je většinou čtvercové, rozdělené na n×n políček, může mít však i tvar obdélníku s nestejným počtem řádků a sloupců. Hrací pole musí být označena na jedné straně písmeny (v Česku se k označení používá anglická abeceda) a na straně k ní kolmé čísly. Klasické hrací pole má 10×10 čtverečků. Pokud se hráči dohodnou, je možné velikost hracího pole upravit (menší pole – rychlejší hra, větší pole – pomalejší hra).
Na připravenou hrací plochu hráči rozmístí svou flotu tak, aby bylo zřejmé, na kterých polích se lodě nacházejí. Lodě je tak možné umístit vodorovně nebo je pootočit o 1–3násobek úhlu 90°. Vyloučeno je tedy umístění úhlopříčně nebo jinak šikmé. Lodě by se neměly vzájemně překrývat (na jednom políčku může být jen jedna loď), pravidla se však neshodují vždy v tom, jestli se mohou lodě vzájemně dotýkat libovolně, jen rohem nebo vůbec. Pozice lodí se během hry nesmí měnit.
Při hře se účastníci vždy střídají ve „střelbě“ na jednotlivá pole protivníka, který následně oznámí, zda došlo nebo nedošlo k zásahu, popřípadě jestli jeho loď byla zásahem potopena. Může (ale také nemusí) být pravidlem, že po úspěšném zásahu hráč pokračuje ve střelbě.
Aby se nestřílelo opakovaně na stejné místo, zaznamenávají se jednotlivé zásahy a minutí (je lepší je vzájemně odlišit) křížkem, tečkou, přeškrtnutím, vybarvením, šrafováním nebo jiným vhodným způsobem. Stejně jako minutí je dobré označit i pole v okolí potopených lodí, kam již není potřeba střílet (pokud platí pravidlo omezující vzájemný dotyk lodí).
Hra končí, když jeden z hráčů přijde o celou flotu.

### Flota
Flota sestává z několika typů lodí, které se od sebe liší velikostí. Tvarově mohou nabývat rozmanitých podob, obvykle se však používají alespoň typy o velikosti 1×2 až 1×4 políčka. Jedna velikost nemusí vždy znamenat jeden typ lodi. Např. 1×3 políčka mohou být (i v rámci jedné floty) křižník a zároveň ponorka. Jejich počty ve flotě závisejí na velikosti hracího pole a také na dohodě mezi spoluhráči, vždy se však musí na obou stranách shodovat.
| Velikost lodi | Tradiční       | Tradiční (M. Bradley, 1990) | Ruská                               |
| ------------- | -------------- | --------------------------- | ----------------------------------- |
| 1×5 políček   |                | 1 letadlová loď             |                                     |
| 1×4 políčka   | 1 bitevní loď  | 1 bitevní loď               | 1 bitevní (nebo letadlová) loď      |
| 1×3 políčka   | 2 křižníky     | 1 křižník a 1 ponorka       | 2 křižníky (nebo křižník a ponorka) |
| 1×2 políčka   | 4 torpédoborce | 1 torpédoborec              | 3 torpédoborce                      |
| 1×1 políčko   | 2 ponorky      |                             | 4 torpédové čluny                   |